# Praia do Alacrán
A praia do Alacrán é uma praia do oceano Pacífico localizada na Região de Arica e Parinacota, no Chile.
Encontra-se em torno à península do Alacrán, ao sul do espaço urbano de Arica. Aqui, as areias são conhecidas como "perfeitas", que se dão ao costado sul da península, que se desenvolveram muito consistente entre o amanhecer e o meio-dia, já que as ondas alcançam os 4m de altura. Surgem também orlas conhecidas como o "touro velho" e "a ilha". A primeira, de enormes proporções, alcança os 4m de altura. A segunda flutua entre um a dois metros e meio. É una das praias favoritas para a prática de bodyboard e surf. Acessa-se a esta pela Avenida Comandante San Martín.